# Персико, Пьеро
Пьеро Персико (итал. Piero Persico, 2 января 1930, Сан-Бенедетто-дель-Тронто — 9 августа 2014, Бергамо) — итальянский футболист и тренер.

## Карьера
В качестве футболиста выступал на позиции вратаря. Провел три сезона в Серии А за «Аталанту» и СПАЛ. Всего в элите итальянского футбола сыграл 48 игр, в которых пропустил 69 мячей. Завершал свою карьеру Персико в «Реджине». В этом клубе он начал свою тренерскую деятельность. Поработав самостоятельно, наставник стал специализироваться на работе с вратарями.
В девяностые годы Персико работал с голкиперами «Болоньи». В тот период Персико не оставил в системе клуба находившегося в ней на просмотре юного Джанлуиджи Буффона, посчитав того слабее Марко Пилато. Позднее специалист долгие годы занимался с вратарями в «Перудже».